# Microcarbo coronatus
El cormorán coronado (Microcarbo coronatus) es una especie de ave suliforme de la familia Phalacrocoracidae endémica de las aguas de la fría corriente de Benguela en África austral. Es una especie exclusivamente costera y no se encuentra a más del 10 km de distancia de tierra. Está relacionado con el cormorán africano (Microcarbo africanus) y anteriormente eran consideradados de la misma especie.

## Distribución
Se distribuye desde el cabo de las Agujas en Sudáfrica a lo largo de la costa del África meridional hasta Swakopmund en Namibia.
La población parece estar entre 2500 y 2900 parejas reproductoras. Se reproduce en pequeños grupos, siendo típicas las colonias de menos de 150 individuos. Las recuperaciones de anillamiento muestran que los pájaros juveniles pueden dispersarse hasta 277 km de sus nidos, y los adultos se desplazan más de 500 km de los sitios de reproducción.

## Descripción
Mide entre 50 y 55 cm de longitud. Los adultos son de color negro con una pequeña cresta en la cabeza y un parche facial rojo.
Las aves jóvenes son de color marrón oscuro por encima, marrón más pálido por debajo y carecen de la cresta. Pueden distinguirse de los cormoranes africanos inmaduros por sus partes inferiores más oscuras y la cola más corta.

## Comportamiento
Se alimentan de peces e invertebrados de lento movimiento, que atrapan en aguas costeras poco profundas y entre los bosques de algas marinas.
Construye el nido de algas, palos, huesos y lo recubre con algas o plumas. El nido es construido por lo general en una posición elevada, tales como rocas, árboles o estructuras hechas por el hombre, pero también puede ser construido en el suelo.

## Conservación
Las amenazas a la especie incluyen la depredación de huevos y polluelos por gaviotas cocineras y grandes pelícanos blancos, la perturbación humana, derrames de petróleo y las actividades de pesca comercial, incluyendo enredos en los desechos marinos y aparejos de pesca.